# スイスイ!フィジー!
『スイスイ！フィジー！』は、イギリスの絵本作家ルーシー・カズンズによる絵本「それゆけさかなくん（原題：Hooray for Fish!）」を原作としたテレビアニメ。海外原作ながら、日本で製作され、世界に先駆けNHK教育で2007年10月4日より放送開始。

## 放送
- 初回放送
  - 2007年10月4日（木）よりNHK教育テレビ 毎週木曜日、金曜日の7時15分から7時25分（2話）
- 再放送
  - 2008年4月よりNHK教育テレビ 毎週土曜日 午前7時25分～7時30分／午後5時30分～5時35分

## 登場キャラクター
フィジー
声 - 吉越拓矢
ハナ
声 - 岡本麻見
タッピー
声 - 小森まなみ
ノンキー
声 - 小澤摩衣
アッカー
声 - 野川さくら
アオーラ
声 - 遠藤章史
キロロ
声 - 土谷麻貴
ぞうばなくん
声 - 阿澄佳奈
ママ
声 - 安士百合野
ニコニコさん
声 - 飯田かおり
グチグチさん
声 - 宮野隆矢
しまこ先生
声 - 井上麻里奈
ボサボサくん
声 - 熊田裕成
くねりん博士
声 - 飯田利信
カーラ
声 - 阿澄佳奈
カーラ
声 - 上村貴子
アワワ
声 - 南條愛乃
デュワワ
声 - 阿澄佳奈
ナカサくん
声 - 遠藤章史
ぷっくらさん
声 - 大原桃子
テレチャウくん
声 - 庄子裕衣
ほっそりさん
声 - 宮野隆矢
ポチポチさん
声 - 飯田利信
スナッピーくん
声 - 庄子裕衣
ピエールさん
声 - 山本剛史
カイカイくん
声 - 井上麻里奈
クラゲさん
声 - 庄子裕衣
トゲトゲくん
声 - 大原桃子
ヤドカリくん
声 - 平川舞
ぱっちりさん
声 - 井上麻里奈
くじらくん
声 - 熊田裕成
子魚
声 - 小森まなみ
子魚A
声 - 土谷麻貴
子魚B
声 - 南條愛乃
子魚D
声 - 安士百合野
子魚E
声 - 阿澄佳奈
トリさんA
声 - 南條愛乃
トリさんB
声 - 阿澄佳奈
黒い魚
声 - 熊田裕成
光る魚
声 - 南條愛乃
白い魚
声 - 庄子裕衣
青い魚
声 - 南條愛乃
ナレーション
声 - 清水ミチコ

## エピソード
| 話数    | タイトル                      |
| 第1話   | こんにちは フィジー           |
| 第2話   | かくれんぼ                    |
| 第3話   | のんびり のんびり             |
| 第4話   | ママはどこ？                  |
| 第5話   | さんごの すべりだい           |
| 第6話   | スナッピーくんの はみがき     |
| 第7話   | いつも ニコニコ！ニコニコさん |
| 第8話   | サカナーズのダンス            |
| 第9話   | グチグチさんの あくび         |
| 第10話  | タッピーとヤドカリくんたち    |
| 第11話  | おしゃれさん あつまれ         |
| 第12話  | なかよし スナッピーくん       |
| 第13話  | ふんわか ぷっくらさん         |
| 第14話  | ママとのやくそく              |
| 第15話  | カイカイくん ころころ         |
| 第16話  | グチグチさんとピクニック      |
| 第17話  | ぞうばなくんとフィジー        |
| 第18話  | アワであそぼう                |
| 第19話  | くねりんはかせを ほどこう     |
| 第20話  | すてきなカーラ                |
| 第21話  | ニコニコさんを わらわせよう   |
| 第22話  | テレチャウくんとフィジー      |
| 第23話  | ポチポチさんの たからさがし   |
| 第24話  | すべりだい みつけた！         |
| 第25話  | おうちまで もっていけるかな   |
| 第26話  | のんびりっていいね            |
| 第27話  | バイバイのあとで              |
| 第28話  | タッピーの びっくりばこ       |
| 第29話  | なにしてるの？くねりんはかせ  |
| 第30話  | ノンキーの ちゅうがえり       |
| 第31話  | みんなどうしたの？            |
| 第32話  | アワワデュワワのショー        |
| 第33話  | おにわをかざろう              |
| 第34話  | フィジーがいっぱい            |
| 第35話  | おとであそぼう                |
| 第36話  | あなたは だあれ？             |
| 第37話  | もじゃもじゃかいそう          |
| 第38話  | ねむれないの                  |
| 第39話  | プレゼント                    |
| 第40話  | ママは めいたんてい           |
| 第41話  | ボサボサくんとフィジー        |
| 第42話  | ゆかいな ピエールさん         |
| 第43話  | いくつ たおせるかな           |
| 第44話  | まっくら まっくら             |
| 第45話  | サカサマって たのしい！？     |
| 第46話  | ポチポチさんとたんけんごっこ  |
| 第47話  | ノンキーとトゲトゲくん        |
| 第48話  | ちいさなヤドカリくん          |
| 第49話  | かいがらの ぼうし             |
| 第50話  | かいがらパタパタ              |
| 第51話  | どろんこスタンプ              |
| 第52話  | まねっこあそび                |
| 第53話  | ママとおでかけ                |
| 第54話  | ひかる あな                   |
| 第55話  | ハナがいない？                |
| 第56話  | ないしょのばしょ              |
| 第57話  | なかなおりしよう              |
| 第58話  | くじらくんど～こだ？          |
| 第59話  | くすぐったい                  |
| 第60話  | はじめまして？                |
| 第61話  | くじらくんにあいたい          |
| 第62話  | ニョキニョキかいそう          |
| 第63話  | ほっそりさんのさがしもの      |
| 第64話  | カケラのパズル                |
| 第65話  | ふしぎな どうくつ             |
| 第66話  | うんどうかい                  |
| 第67話  | デカデカの み                 |
| 第68話  | なにがうまって いるのかな     |
| 第69話  | うみのメリーゴーランド        |
| 第70話  | さあ、たいへん！              |
| 第71話  | ひかる アワ                   |
| 第72話  | コロコロかいそうボール        |
| 第73話  | どっちがたくさんはいるかな    |
| 第74話  | みんないるかな？              |
| 第75話  | タッピーのジャンプ            |
| 第76話  | おかたづけってたのしいな！    |
| 第77話  | とりかえっこしよう            |
| 第78話  | なかよしリレー                |
| 第79話  | あかちゃんとフィジー          |
| 第80話  | ピエールのマジックショー      |
| 第81話  | そらをみにいこう              |
| 第82話  | みんなでワーオ                |
| 第83話  | ありがとう                    |
| 第84話  | かいそうこうえん              |
| 第85話  | おねがいの み                 |
| 第86話  | あ、きえちゃうよ              |
| 第87話  | どうしておなかがすくのかな？  |
| 第88話  | あたらしいおともだち          |
| 第89話  | いろいろの み                 |
| 第90話  | ハナ、でてきて！              |
| 第91話  | なかよしトリオ                |
| 第92話  | おはよう フィジー             |
| 第93話  | どんなあじかな？              |
| 第94話  | みんなのおはな                |
| 第95話  | なかよしトリオ                |
| 第96話  | おはよう フィジー             |
| 第97話  | どんなあじかな？              |
| 第98話  | みんなのおはな                |
| 第99話  | しー、しずかに                |
| 第100話 | みんなのおしろ                |
| 第101話 | ドキドキのステージ            |
| 第102話 | うみのたてごと                |
| 第103話 | ふしぎなタッピー              |
| 第104話 | つなひき                      |

## 楽曲
オープニング
advantage Lucy「遊ぼう！フィジー」

## 製作クレジット
ＤＶＤエンドロール記載の製作クレジット
| 原作                           | ルーシー・カズンズ |
| エクゼティブプロデューサー     | 竹内茂樹 |
| プロデューサー                 | 石塚治寿、伊藤大輔、山下いづみ、白濱なつみ、田所達也、村山崇 |
| アシスタントプロデューサー     | 住谷史歩 |
| アニメーション・プロデューサー | 村上匡宏、佐久間敏郎 |
| アニメーション・ＡＰ           | 羽田野園恵 |
| 制作進行                       | 金子祥之、平川舞 |
| シリーズ構成                   | オフィスＤＥＭ |
| 監督                           | 北川哲也 |
| アニメーション・ディレクター   | 浅井幸信、若林弾、小見真菜美 |
| 美術監督                       | 早川有子 |
| 絵コンテ                       | 奥山潔、久保雄介 |
| ＣＧアニメーター               | 秋信麻衣子、内海孝之、江川久志、小見真菜美、大久保良秀、小栗斉、小田島義行、川田有里、斉藤リエ、竹達敦司、丹治まさみ、中山さち子、西山佐智夫、濱谷勇貴、広川由紀子、春山知子、松島ひろし、若嶋伸佳 |
| 音楽                           | 坂口博樹 |
| 音楽プロデューサー             | 武澤啓之 |
| 音楽制作                       | ウォーブル |
| 音響監督                       | 塩屋翼 |
| 効果                           | 倉橋静男 |
| 録音調整                       | 福田夏紀 |
| 録音スタジオ                   | 整音スタジオ |
| 音響制作                       | ダックスプロダクション |
| 編集                           | 相原聡 |
| ＨＤ編集                       | 小浜好洋 |
| ＨＤ編集スタジオ               | グッドジョブ東京 |
| ＤＶＤオーサリング             | 中山康徳、田頭亜樹 |
| ＨＦＦパートナーズ             | 小松賢志、福田佳代、磯山敦、武村哲司、伊藤裕史、野島鉄平 |
| Ｔｈａｎｋｓ Ｔｏ              | David Buckley、岸本大、中山美穂、木村こずえ、三宅秀三郎、城野美貴、杉原佐和子、偕成社、講談社「げんき」編集部、ユニ・エージェンシー                                                                |
| パッケージ＆メニューデザイン   | 森田彩、大崎理沙、大江千春 |
| 制作                           | インターチャネル・ホロン |
| アニメーション制作             | ワオワールド |
| ＣＧ制作協力                   | サニーガーペン |
| 制作協力                       | カタリストラボ |
| 翻訳協力                       | なぎともこ |
| 企画協力                       | コピーライツアジア |
| 製作                           | ＨＦＦ製作委員会 |